# Svartabborre
Svartabborre (Micropterus dolomieu) är en art i familjen solabborrfiskar vars ursprungsområde är Nordamerika, men som inplanterats i flera länder.

## Utseende
Svartabborren påminner till kroppsformen om abborren, men ryggfenorna är sammanvuxna och den bakre delen är högst (till skillnad från abborren, där förhållandet är det motsatta). Den främre delen har 9 till 11 taggstrålar, medan den bakre, mjukare har 13 till 15 mjukstrålar. Rygg och huvud är olivgröna till gulbruna, sidorna är ljusare, och buken blekgul. Huvudet har röda ögon, en mörk fläck på gällocket och 3 mörka längsstrimmor från nos till öga, medan sidorna har 9 till 16 mörka tvärstrimmor. Arten kan bli 69 cm lång och väga 5,4 kg, men är vanligtvis mycket mindre.

## Vanor
Arten lever i klara, kyliga vattendrag och grunda vattensamlingar med grus- eller stenbotten. Födan består av kräftor, fisk och insekter. Ungfiskarna tar djurplankton och insektslarver. Födan fångas framför allt med synens hjälp, varför fisken är beroende av klart vatten. Fiskarna gömmer sig gärna bland nerfallna trädstammar och andra föremål i vattnet.
Svartabborren blir normalt omkring 15 år gammal, men kan i undantagsfall nå en ålder av 26 år.

### Fortplantning
Arten, som blir könsmogen vid 3 till 4 års ålder, leker under våren (i sydöstra USA under april till maj vid en vattentemperatur mellan 16 och 26 °C, längre norrut under april till juli vid en temperatur mellan 13 och 24 °C), då hanen bygger ett bo på bottnen i grunt vatten. Han lockar sedan en hona till boet genom att nafsa henne i buken, och paret avger därefter sperma och ägg (en hona kan avge omkring 2 000 ägg per gång) medan de simmar i cirklar över boet. Parningen kan upprepas i upp till 2 timmar, varefter hanen kör bort honan. Arten är emellertid promiskuös (hanarna kan para sig med flera honor, liksom honorna med flera hanar) och ett bo kan innehålla ända upp till 20 000 ägg (genomsnittet är 6 300). Både äggen, som kläcks efter 2 till 10 dagar beroende på vattentemperaturen, och de unga larverna bevakas av hanen.

## Utbredning
Ursprungsområdet omfattar de Stora sjöarna och Saint Lawrencefloden med bifloder från södra Québec i Kanada och New Hampshire till North Dakota i USA samt Mississippis flodområde till Alabama. Svartabborren har emellertid inplanterats på andra håll i USA (inkluderande Hawaii) och Kanada, och dessutom introducerats i många länder som Mexiko, Belize, Tjeckien, Slovakien, Brittiska öarna, Frankrike, Tyskland, Österrike, Vietnam, Guam, Fiji samt Sydafrika.
Arten har dessutom inplanterats i Finland nära Lojo, och i Sverige 1962 i Blekinge i sjöarna Norra Dämmet och Vitavatten. Fram till mitten av 1980-talet var den svenska populationen livskraftig, men numera har framgången med dess inplantering ifrågasatts, åtminstone beträffande Vitavatten. Försök med inplantering av arten i Sverige hade gjorts redan första gången 1893, då dock utan framgång.

## Kommersiell betydelse

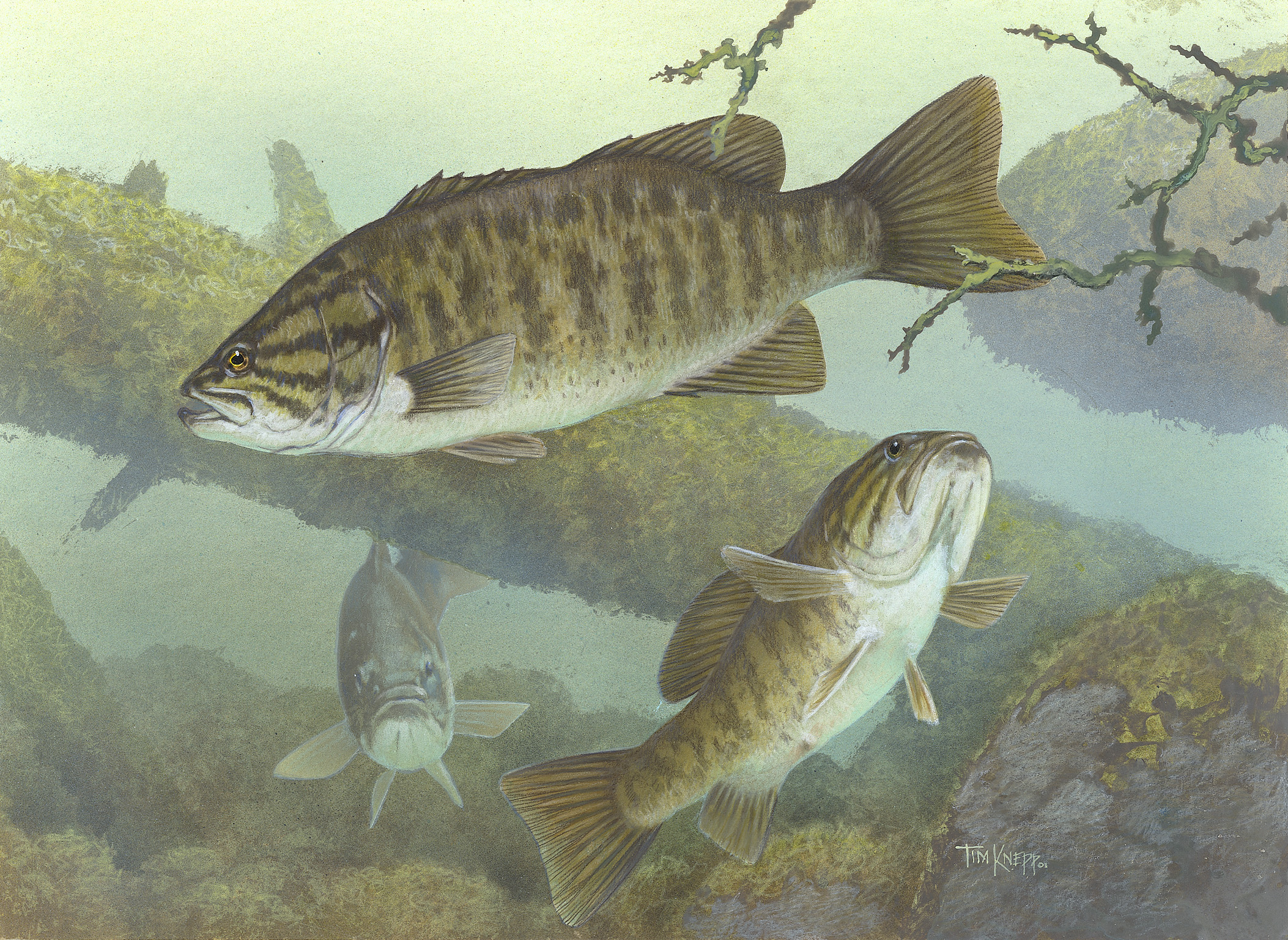
Svartabborre (Micropterus dolomieu)

I Nordamerika anses arten som en god matfisk och en populär sportfisk. I många länder dit den införts betraktas den emellertid som ett hot mot den lokala faunan.